# Avenida de Requejo
La avenida de Requejo es una vía pública de la ciudad española de Zamora.

## Descripción
La avenida discurre desde la confluencia de las calles de la Amargura y de Santiago Alba Bonifaz hasta confundirse con la calle del Poeta Alfonso de Peñalosa. Aparece descrita en La provincia de Zamora: guía geográfica, histórica y estadística de la misma (1905) de Felipe Olmedo y Rodríguez con las siguientes palabras:

La Avenida de Requejo, es otro paseo debido á la iniciativa del alcalde don Isidoro Rubio, al que se deben también otras mejoras de la población. Para hacer este paseo ha sido preciso desviar la carretera de Zamora á Tordesillas, adornando todo este sitio con bancos monumentales, un chalet, un templete, una fuente rústica y bonitos jardincillos ingleses que han sustituído á una frondosa pero antiestética glorieta incómoda, polvorienta y cortada por una carretera. Es indudable que resulta más práctico, cómodo y bonito lo actual y si hubiera habido el buen sentido de aprovechar todo el antiguo arbolado, cosa facilísima, pues todo consistía en trasplantar con un poco de cuidado, la reforma hubiera sido completa.
(Olmedo y Rodríguez, 1905, p. 706)